# Elecciones generales de Perú de 2011
Las elecciones generales de Perú de 2011 se realizaron el domingo 10 de abril del año 2011, para elegir al presidente de la República, dos vicepresidentes de la misma, 130 congresistas y a 5 parlamentarios andinos para el período gubernamental 2011-2016. Se renovaron los cargos políticos del Poder Ejecutivo y del Poder Legislativo. La segunda vuelta electoral se realizó el domingo 5 de junio de 2011, entre los dos candidatos más votados en la primera vuelta para elegir al nuevo Presidente y Vicepresidentes de la República.
En el caso de la elección presidencial, se realizó una segunda ronda electoral entre los dos candidatos con las más altas votaciones, debido a que ninguno de los candidatos obtuvo el 50% más 1 voto de los votos válidamente emitidos.
Los parlamentarios elegidos juramentaron y asumieron funciones el 26 de julio de 2011; el Presidente Constitucional de la República y sus vicepresidentes electos, lo hicieron el 28 de julio de 2011.

## Sistema electoral

### Elección presidencial
Primera Vuelta: El presidente y vicepresidentes de la República son elegidos por sufragio directo y en distrito electoral único. 
Segunda vuelta : En el caso de que ningún candidato presidencial alcance más del 50% de los votos válidamente emitidos, se realizará una segunda ronda electoral.

### Elección parlamentaria
Para el Congreso se elegirán a 130 congresistas de la República en 27 distritos electorales, correspondientes a los 24 departamentos, la Provincia de Lima, la Provincia Constitucional del Callao y los peruanos residentes en el extranjero. Se empleará el procedimiento de la cifra repartidora con doble voto preferencial opcional.
Los postulantes al Congreso de la República, con al menos las cuatro quintas partes del total de candidatos podrán ser elegidas mediante tres modalidades: con voto de los afiliados y no afiliados; tan solo de los afiliados, o a través de los delegados elegidos por los órganos partidarios. Asimismo, una quinta parte del total podrán ser elegidos directamente por el órgano del partido que disponga en el Estatuto.
Para ingresar al Congreso, los partidos deben cruzar el umbral electoral del 5% a nivel nacional o ganar al menos siete escaños en una circunscripción. Los escaños se asignan mediante el método D'Hondt.
Debido a la elección de distrito múltiple que en suma distribuyen 130 escaños para todo el país, los escaños por región se dividen como sigue:
| Circunscripciones                                                          | Escaños | Mapa |
| -------------------------------------------------------------------------- | ------- | ---- |
| Lima y Residentes en el Extranjero                                         | 36      |      |
| La Libertad y Piura                                                        | 7       |      |
| Arequipa y Cajamarca                                                       | 6       |      |
| Áncash, Cusco, Junín, Lambayeque y Puno                                    | 5       |      |
| Callao, Ica, Lima Provincias, Loreto y San Martín                          | 4       |      |
| Ayacucho y Huánuco                                                         | 3       |      |
| Amazonas, Apurímac, Huancavelica, Moquegua, Pasco, Tacna, Tumbes y Ucayali | 2       |      |
| Madre de Dios                                                              | 1       |      |

### Elecciones al Parlamento Andino
Se elegirán a 5 miembros a nivel nacional empleando el método de la cifra repartidora, con doble voto preferencial opcional.
Los postulantes al Parlamento Andino con al menos las cuatro quintas partes del total de candidatos podrán ser elegidas mediante tres modalidades: con voto los afiliados y no afiliados; tan solo de los afiliados, o a través de los delegados elegidos por los órganos partidarios. Asimismo, una quinta parte del total podrán ser elegidos directamente por el órgano del partido que disponga en el Estatuto.

## Organización y convocatoria
Las elecciones fueron convocadas el 5 de diciembre de 2010 por el Presidente Constitucional de la República del Perú (elegido democráticamente en las elecciones generales de 2006), Alan García, mediante el Decreto supremo N.º 105-2010.
Las candidaturas se deberán inscribir ante el Jurado Nacional de Elecciones por los partidos políticos y las alianzas electorales, con seis meses de anticipación a la elección.
El establecimiento del padrón electoral le correspondió al Registro Nacional de Identificación y Estado Civil (RENIEC); la organización del proceso electoral le correspondió a la Oficina Nacional de Procesos Electorales (ONPE); y finalmente, al Jurado Nacional de Elecciones (JNE) le correspondió fiscalizar la legalidad del proceso, proclamar los resultados electorales, otorgar las credenciales correspondientes a las autoridades electas, revisar en grado de apelación las resoluciones expedidas en primera instancia por los Jurados Electorales Especiales y resolver en definitiva las controversias sobre materia electoral.

## Partidos y candidatos

### Candidatos oficiales
La siguiente lista presenta las alianzas o agrupaciones políticas y los partidos políticos que las conforman. No se incluyen los movimientos regionales ni los movimientos o partidos políticos nacionales no inscritos en el Jurado Nacional de Elecciones (JNE).
Fueron 10 los candidatos que participaron en estas elecciones.
| Partido/Coalición | Partido/Coalición               | Candidato Presidencial | Candidato Presidencial            | 1º Vicepresidente     | 2º Vicepresidente       | PDG |
| Partido/Coalición | Partido/Coalición               | Foto                   | Nombre                            | 1º Vicepresidente     | 2º Vicepresidente       | PDG |
| ----------------- | ------------------------------- | ---------------------- | --------------------------------- | --------------------- | ----------------------- | --- |
|                   | Alianza por el Gran Cambio      | Pedro Pablo Kuczynski  | Pedro Pablo Kuczynski 72 años     | Máximo San Román      | Marisol Pérez Tello     |     |
|                   | Alianza Solidaridad Nacional    | Luis Castañeda Lossio  | Luis Castañeda Lossio 65 años     | Augusto Ferrero Costa | Rosa Núñez              |     |
|                   | Alianza Perú Posible            | Alejandro Toledo       | Alejandro Toledo 65 años          | Carlos Bruce          | Javier Reátegui         |     |
|                   | Despertar Nacional              |                        | Ricardo Noriega Salaverry 63 años | Martina Portocarrero  | Roberto Villar          |     |
|                   | Fonavistas del Perú             |                        | José Ñique de la Puente 64 años   | Andrés Alcántara      | Cecilia Grados Guerrero |     |
|                   | Fuerza 2011                     | Keiko Fujimori         | Keiko Fujimori 36 años            | Rafael Rey            | Jaime Yoshiyama         |     |
|                   | Fuerza Nacional                 |                        | Juliana Reymer 50 años            | Julio Macedo          | Sergio Gallardo         |     |
|                   | Gana Perú                       | Ollanta Humala         | Ollanta Humala 48 años            | Marisol Espinoza      | Omar Chehade            |     |
|                   | Justicia, Tecnología y Ecología |                        | Humberto Pinazo 71 años           | Wilson Barrantes      | Víctor Girao            |     |
|                   | Partido Político Adelante       |                        | Rafael Belaúnde Aubry 63 años     | Luis Destefano        | Sixto Vilcas            |     |

### Candidaturas improcedentes, retiradas y excluidas
Lista de candidaturas que han sido retiradas, excluidas o fueron declaradas improcedentes y que no poseen el carácter de subsanables; por lo tanto han quedado fuera de las elecciones:
| Partido/Coalición | Partido/Coalición       | Candidato Presidencial   | Candidato Presidencial   | 1º Vicepresidente         | 2º Vicepresidente | Fecha               | Situación | Motivo                                                       |
| Partido/Coalición | Partido/Coalición       | Foto                     | Nombre                   | 1º Vicepresidente         | 2º Vicepresidente | Fecha               | Situación | Motivo                                                       |
| ----------------- | ----------------------- | ------------------------ | ------------------------ | ------------------------- | ----------------- | ------------------- | --------- | ------------------------------------------------------------ |
|                   | Partido Aprista Peruano | Mercedes Aráoz           | Mercedes Aráoz           | Javier Velásquez Quesquén | Nidia Vílchez     | 17 de enero de 2011 | Retirado  | Disputas internas en el partido.                             |
|                   | Fuerza Social           | Manuel Rodríguez Cuadros | Manuel Rodríguez Cuadros | Vladimiro Huaroc          | Elva Quiñones     | 18 de marzo de 2011 | Retirado  | Rodríguez alegó falta de credibilidad del proceso electoral. |

El Partido Aprista Peruano anunció la candidatura de la exministra Mercedes Aráoz pero luego terminó por anunciar su declinación en el dominical Cuarto Poder debido a las disputas internas en el partido generadas por Jorge del Castillo. En Fuerza Social se anunció al excanciller Manuel Rodríguez Cuadros como su candidato a la presidencia, sin embargo, decidió anunciar en una conferencia de prensa su renuncia debido a que en su opinión no existen condiciones de igualdad en la actual contienda electoral.
En el caso del partido Cambio Radical, se tenía previsto la candidatura del periodista Jaime Bayly. Sin embargo, este terminó por renunciar debido a que el líder del partido, José Barba Caballero, incluyó al cuestionado gobernador del Callao, Álex Kouri como candidato a la alcaldía de Lima para las elecciones municipales del 2010.

## Debates
El contexto de la primera vuelta electoral se caracterizó por el desarrollo de más de un debate electoral de carácter público, siendo el primero organizado por el Diario El Comercio, el segundo por el Jurado Nacional de Elecciones y el tercero por la Sociedad Nacional de Radio y Televisión y la Asociación Civil Transparencia.
| Detalles            | Detalles                             | Detalles                              | Detalles             | Detalles            | Participantes P Presente A Ausente NI No invitado | Participantes P Presente A Ausente NI No invitado | Participantes P Presente A Ausente NI No invitado | Participantes P Presente A Ausente NI No invitado | Participantes P Presente A Ausente NI No invitado | Participantes P Presente A Ausente NI No invitado | Participantes P Presente A Ausente NI No invitado | Participantes P Presente A Ausente NI No invitado | Participantes P Presente A Ausente NI No invitado | Participantes P Presente A Ausente NI No invitado | Participantes P Presente A Ausente NI No invitado |
| Fecha               | Organizador                          | Sede                                  | Lugar                | Moderador           | Humala                                            | Fujimori                                          | Kuczynski                                         | Toledo                                            | Castañeda                                         | Reymer                                            | Ñique                                             | Pinazo                                            | Rodríguez                                         | Belaúnde                                          | Noriega                                           |
| ------------------- | ------------------------------------ | ------------------------------------- | -------------------- | ------------------- | ------------------------------------------------- | ------------------------------------------------- | ------------------------------------------------- | ------------------------------------------------- | ------------------------------------------------- | ------------------------------------------------- | ------------------------------------------------- | ------------------------------------------------- | ------------------------------------------------- | ------------------------------------------------- | ------------------------------------------------- |
| 3 de marzo de 2011  | El Comercio                          | Hall Central de El Comercio           | Centro de Lima, Lima | Juan Paredes Castro | P                                                 | P                                                 | P                                                 | P                                                 | P                                                 | P                                                 | P                                                 | P                                                 | P                                                 | P                                                 | P                                                 |
| 13 de marzo de 2011 | Jurado Nacional de Elecciones        | Auditorio del Colegio Médico del Perú | Miraflores, Lima     | Federico Salazar    | P                                                 | P                                                 | P                                                 | P                                                 | P                                                 | P                                                 | P                                                 | P                                                 | P                                                 | P                                                 | P                                                 |
| 3 de abril de 2011  | SNRTV Asociación Civil Transparencia | Hotel Sheraton                        | Centro de Lima, Lima | José María Salcedo  | P                                                 | P                                                 | P                                                 | P                                                 | P                                                 | NI                                                | NI                                                | NI                                                | NI                                                | NI                                                | NI                                                |

En la segunda vuelta, el debate entre los candidatos Ollanta Humala y Keiko Fujimori tuvo lugar el 29 de mayo de 2011, bajo la moderación del periodista José María Salcedo.
| Detalles           | Detalles                                                                                       | Detalles       | Detalles         | Detalles           | Participantes P Presente A Ausente NI No invitado | Participantes P Presente A Ausente NI No invitado |
| Fecha              | Organizador                                                                                    | Sede           | Lugar            | Moderador          | Humala                                            | Fujimori                                          |
| ------------------ | ---------------------------------------------------------------------------------------------- | -------------- | ---------------- | ------------------ | ------------------------------------------------- | ------------------------------------------------- |
| 29 de mayo de 2011 | Jurado Nacional de Elecciones CIES Instituto Nacional Demócrata Asociación Civil Transparencia | Hotel Marriott | Miraflores, Lima | José María Salcedo | P                                                 | P                                                 |

Por el lado del debate programático-técnico, la confrontación entre los equipos técnicos de Gana Perú y Fuerza 2011 sucedió con anterioridad al debate entre Humala y Fujimori, también en las instalaciones del Hotel Marriott.
| Detalles           | Detalles                                                        | Detalles       | Detalles         | Detalles     | Detalles               | Participantes  | Participantes      |
| Fecha              | Organizador                                                     | Sede           | Lugar            | Moderador    | Temas                  | Gana Perú      | Fuerza 2011        |
| ------------------ | --------------------------------------------------------------- | -------------- | ---------------- | ------------ | ---------------------- | -------------- | ------------------ |
| 22 de mayo de 2011 | Jurado Nacional de Elecciones CIES Instituto Nacional Demócrata | Hotel Marriott | Miraflores, Lima | Percy Medina | Política institucional | Kurt Burneo    | Milagros Maraví    |
| 22 de mayo de 2011 | Jurado Nacional de Elecciones CIES Instituto Nacional Demócrata | Hotel Marriott | Miraflores, Lima | Percy Medina | Política económica     | Félix Jiménez  | José Chlimper      |
| 22 de mayo de 2011 | Jurado Nacional de Elecciones CIES Instituto Nacional Demócrata | Hotel Marriott | Miraflores, Lima | Percy Medina | Política social        | Javier Iguiñiz | Guillermo Palomino |

## Resultados

### Elecciones presidenciales

#### Primera vuelta
Resultados oficiales de la ONPE al 100% de actas contabilizadas:
|  | 31.72 % |

|  | 27.80 % |

|  | 23.56 % |

|  | 20.65 % |

|  | 18.52 % |

|  | 16.23 % |

|  | 15.64 % |

|  | 13.71 % |

|  | 9.83 % |

|  | 8.62 % |

|  | 0.25 % |

|  | 0.22 % |

|  | 0.15 % |

|  | 0.13 % |

|  | 0.12 % |

|  | 0.10 % |

|  | 0.11 % |

|  | 0.10 % |

|  | 0.08 % |

|  | 0.07 % |

#### Por departamento
Resultados oficiales de la ONPE al 100% de actas contabilizadas:
| Departamento    | Humala    | Fujimori  | Kuczynski | Toledo  | Castañeda | Otros  | En blanco | Nulos   | Participación | Electores |
| --------------- | --------- | --------- | --------- | ------- | --------- | ------ | --------- | ------- | ------------- | --------- |
| Amazonas        | 58 275    | 45 738    | 5 830     | 26 938  | 4 607     | 746    | 27 774    | 5 450   | 175 358       | 231 137   |
| Ancash          | 160 841   | 108 375   | 56 762    | 156 214 | 33 609    | 4 463  | 72 712    | 20 725  | 613 701       | 737 514   |
| Apurimac        | 76 198    | 38 892    | 10 054    | 17 152  | 3 657     | 1 968  | 36 258    | 9 571   | 193 750       | 244 008   |
| Arequipa        | 348 717   | 83 179    | 188 867   | 63 548  | 38 791    | 5 375  | 39 720    | 17 708  | 785 905       | 892 068   |
| Ayacucho        | 137 663   | 57 462    | 12 820    | 20 774  | 6 017     | 2 441  | 43 665    | 10 910  | 291 752       | 369 929   |
| Cajamarca       | 181 247   | 195 586   | 38 577    | 127 781 | 26 405    | 4 766  | 115 297   | 30 830  | 720 489       | 891 597   |
| Callao          | 112 051   | 113 670   | 148 890   | 86 030  | 54 735    | 5 085  | 31 162    | 17 829  | 569 452       | 649 896   |
| Cusco           | 346 424   | 60 097    | 67 027    | 44 407  | 29 673    | 5 738  | 71 530    | 24 291  | 649 187       | 778 328   |
| Huancavelica    | 58 275    | 28 305    | 6 854     | 26 553  | 3 471     | 2 430  | 34 004    | 8 577   | 194 385       | 252 618   |
| Huanuco         | 123 278   | 59 652    | 25 199    | 57 072  | 11 897    | 2 507  | 58 309    | 12 568  | 350 482       | 447 386   |
| Ica             | 130 689   | 116 872   | 66 107    | 58 795  | 47 556    | 1 704  | 28 014    | 10 815  | 460 552       | 517 529   |
| Junín           | 213 959   | 149 561   | 90 010    | 69 449  | 31 847    | 4 155  | 66 596    | 18 597  | 644 174       | 786 304   |
| La Libertad     | 201 029   | 233 152   | 117 648   | 149 451 | 108 012   | 7 774  | 93 584    | 35 863  | 946 513       | 1 115 648 |
| Lambayeque      | 160 078   | 165 048   | 53 306    | 70 462  | 141 073   | 2 587  | 50 964    | 19 766  | 663 284       | 784 633   |
| Lima            | 1 134 353 | 1 213 857 | 1 434 435 | 825 096 | 693 106   | 34 019 | 302 199   | 160 707 | 5 797 772     | 6 608 114 |
| Loreto          | 99 744    | 71 506    | 36 473    | 114 841 | 14 996    | 3 218  | 49 987    | 17 495  | 408 260       | 544 358   |
| Madre de Dios   | 26 132    | 7 970     | 4 859     | 9 614   | 2 156     | 250    | 6 461     | 1 476   | 58 918        | 71 279    |
| Moquegua        | 46 437    | 11 871    | 19 830    | 12 653  | 5 783     | 576    | 6 394     | 2 897   | 106 441       | 121 977   |
| Pasco           | 34 693    | 35 148    | 14 361    | 22 075  | 6 804     | 876    | 13 999    | 4 163   | 132 119       | 167 179   |
| Piura           | 249 210   | 256 116   | 91 880    | 127 909 | 69 481    | 4 994  | 108 534   | 36 278  | 944 402       | 1 106 918 |
| Puno            | 364 235   | 90 749    | 51 566    | 42 442  | 23 775    | 8 084  | 69 650    | 32 449  | 682 950       | 784 979   |
| San Martin      | 111 844   | 106 821   | 23 747    | 49 531  | 15 679    | 2 327  | 57 651    | 16 075  | 383 675       | 467 689   |
| Tacna           | 102 307   | 18 248    | 32 600    | 13 044  | 11 688    | 969    | 10 442    | 4 166   | 193 464       | 216 784   |
| Tumbes          | 29 500    | 37 623    | 9 456     | 22 961  | 5 924     | 449    | 8 518     | 3 958   | 118 389       | 138 509   |
| Ucayali         | 70 194    | 55 610    | 16 047    | 28 135  | 7 848     | 1 453  | 24 878    | 7 632   | 211 797       | 269 380   |
| Voto Extranjero | 39 775    | 88 487    | 88 245    | 46 634  | 41 553    | 4 396  | 49 394    | 44 079  | 402 563       | 754 154   |

#### Segunda vuelta
La segunda vuelta electoral se realizó el 5 de junio de 2011 entre los dos candidatos más votados de la primera vuelta: Ollanta Humala de Gana Perú y Keiko Fujimori de Fuerza 2011.
El 29 de mayo se llevó a cabo el debate presidencial entre Fujimori y Humala, donde ambos tuvieron la oportunidad de presentar a la ciudadanía sus principales propuestas.
Ambos candidatos fueron ampliamente criticados por sus antecedentes en el tema de derechos humanos. A Keiko Fujimori se le acusó de seguir vinculada al régimen de su padre Alberto Fujimori, el cual manipuló, a través de la corrupción, sobornos y extorsiones, a los medios de comunicación e instituciones de gobierno para lograr una concentración de poder, según documenta Newsweek.
A Humala se le acusó por violaciones a los derechos humanos en contra de la población civil, cuando estuvo destacado en las zonas de Madre mía y Aucayacu, en la selva peruana. Así mismo, se cuestionó su relación con el entonces presidente de Venezuela, Hugo Chávez.
Para la candidatura de Fujimori decidieron apoyarla los excandidatos presidenciales Pedro Pablo Kuczynski de Alianza por el Gran Cambio, Luis Castañeda Lossio de Alianza Solidaridad Nacional, Mercedes Aráoz del Partido Aprista Peruano y Juliana Reymer de Fuerza Nacional. Mientras que el excandidato y líder de Perú Posible, Alejandro Toledo, decidió apoyar a Humala e iniciar una alianza en un eventual gobierno. Otro que decidió apoyar a Humala fue el escritor y nobel Mario Vargas Llosa.
Finalmente, la Oficina Nacional de Procesos Electorales (ONPE) proclamó como ganador de la elección a Ollanta Humala.
|  | 51.45 % |

|  | 48.55 % |

#### Por departamento
Resultados oficiales de la ONPE al 100% de actas contabilizadas:
| Departamento    | Humala    | Fujimori  | En blanco | Nulos   | Participación | Electores |
| --------------- | --------- | --------- | --------- | ------- | ------------- | --------- |
| Amazonas        | 93 845    | 66 244    | 1 377     | 7 316   | 168 782       | 231 137   |
| Áncash          | 325 261   | 232 417   | 7 443     | 37 969  | 603 090       | 737 514   |
| Apurimac        | 118 072   | 54 540    | 3 014     | 11 974  | 187 600       | 244 008   |
| Arequipa        | 487 419   | 252 103   | 3 400     | 38 889  | 781 811       | 892 068   |
| Ayacucho        | 192 715   | 74 563    | 3 157     | 13 178  | 283 613       | 369 929   |
| Cajamarca       | 332 339   | 317 317   | 9 464     | 43 651  | 702 771       | 891 597   |
| Callao          | 227 252   | 300 928   | 2 632     | 35 384  | 566 196       | 649 896   |
| Cusco           | 458 048   | 136 074   | 5 787     | 35 305  | 635 214       | 778 328   |
| Huancavelica    | 125 646   | 48 319    | 2 867     | 10 002  | 186 834       | 252 618   |
| Huanuco         | 197 661   | 113 797   | 4 343     | 17 199  | 333 000       | 447 386   |
| Ica             | 218 716   | 217 893   | 2 602     | 18 171  | 457 382       | 517 529   |
| Junín           | 328 556   | 272 568   | 4 388     | 30 408  | 635 920       | 786 304   |
| La Libertad     | 378 404   | 494 774   | 7 386     | 56 087  | 936 651       | 1 115 648 |
| Lambayeque      | 295 582   | 320 275   | 4 026     | 38 776  | 658 659       | 784 633   |
| Lima            | 2 293 241 | 3 107 049 | 28 369    | 331 246 | 5 759 905     | 6 608 114 |
| Loreto          | 213 444   | 164 113   | 2 668     | 19 596  | 399 821       | 544 358   |
| Madre de Dios   | 37 007    | 18 842    | 368       | 2 169   | 58 386        | 71 279    |
| Moquegua        | 66 580    | 33 165    | 663       | 5 444   | 105 852       | 121 977   |
| Pasco           | 61 895    | 59 413    | 1 124     | 6 695   | 129 127       | 167 179   |
| Piura           | 417 196   | 458 121   | 7 647     | 51 033  | 933 997       | 1 106 918 |
| Puno            | 489 930   | 139 029   | 4 415     | 35 610  | 668 984       | 784 979   |
| San Martin      | 184 557   | 169 482   | 2 952     | 19 670  | 376 661       | 467 689   |
| Tacna           | 134 927   | 48 747    | 880       | 7 425   | 191 979       | 216 784   |
| Tumbes          | 51 465    | 60 985    | 675       | 4 778   | 117 903       | 138 509   |
| Ucayali         | 107 114   | 90 338    | 1 293     | 8 722   | 207 467       | 269 380   |
| Voto Extranjero | 100 832   | 239 551   | 3 395     | 35 014  | 378 792       | 754 154   |

### Elecciones Parlamentarias
Los resultados de las elecciones parlamentarias se empezaron a conocer a las 11:00 p. m. (hora local).
|  | 25.27 % |

|  | 22.97 % |

|  | 14.83 % |

|  | 14.42 % |

|  | 10.22 % |

|  | 6.43 % |

|  | 5.87 % |

|  | 76.87 % |

|  | 10.40 % |

|  | 12.73 % |

|  | 83.71 % |